# Mantourovo
Mantourovo (en russe : Мантурово) est une ville de l'oblast de Kostroma, en Russie, et le centre administratif du raïon de Mantourovo. Sa population s'élevait à 16 699 habitants en 2013.

## Géographie
Mantourovo se trouve sur la rive droite de la rivière Ounja, un affluent de la Volga, à 227 km au nord-nord-est de Nijni Novgorod, à 238 km à l'est de Kostroma et à 519 km au nord-est de Moscou.

## Histoire
La première mention du village de Mantourovo remonte à 1617. En 1908, Mantourovo a été reliée par chemin de fer à Viatka et à Perm par la ligne Saint-Pétersbourg – Viatka. Mantourovo s'est développée autour d'une gare de campagne et comme un centre de l'industrie forestière. Mantourovo reçut le statut de commune urbaine en 1929 puis celui de ville en 1958.

## Population
Recensements (*) ou estimations de la population
| 1931  | 1939* | 1959*  | 1970*  | 1979*  |
| ----- | ----- | ------ | ------ | ------ |
| 3 300 | 8 371 | 16 345 | 21 510 | 22 574 |

| 1989*  | 2002*  | 2010*  | 2012   | 2013   |
| ------ | ------ | ------ | ------ | ------ |
| 22 452 | 19 457 | 17 479 | 17 127 | 16 699 |

## Économie
L'entreprise forestière finlandaise Ruuki a prévu d'ouvrir un grand centre moderne d'industrie forestière à Mantourova et d'y investir près d'un milliard d'euros à la condition que le gouvernement russe garantisse le droit de propriété selon les normes de l'OMC.